# Споторно
Споторно (итал. Spotorno) — коммуна в Италии, располагается в регионе Лигурия, в провинции Савона.
Население составляет 4133 человека (2008 г.), плотность населения составляет 508 чел./км². Занимает площадь 8 км². Почтовый индекс — 17028. Телефонный код — 019.
В коммуне 25 марта особо празднуется Благовещение Пресвятой Богородицы.

## Демография
Динамика населения:

## Города-побратимы
- Саарбрюккен, Германия
- Бад-Дюрхайм, Германия
- Хойе-Таструп, Дания

## Администрация коммуны
- Официальный сайт: http://www.comune.spotorno.sv.it/